# Кранай
Кранай (др.-греч. Κραναός) — персонаж древнегреческой мифологии. Один из первых царей Аттики, царствовавший после Кекропса; автохтон. При нём произошёл «Девкалионов потоп». Был женат на Педиаде, дочери Менита из Лакедемона. Его дочери: Краная, Кранехма и Аттида. По одной из версий, при нем был учрежден ареопаг. По его имени жители назывались кранаями. Афинян называли «Краная сыны». Кранай изгнан Амфиктионом, ставшим мужем дочери Краная. Умер в деме Ламптры.